# Riu Hotan
El riu Hotan, també conegut com el riu Gosthana, riu Khotan o riu Ho-t'ien, està format per la unió dels rius Yurungkash i Karakash, que flueixen en direcció nord des de les muntanyes Kunlun, cap a el desert de Takla Makan, a la regió autònoma de Xinjiang de la República Popular de la Xina. Els dos rius s'uneixen al mig del desert, uns 145 quilòmetres al nord de la ciutat de Hotan. Aleshores, el riu flueix 290 quilòmetres cap al nord a través del desert i desemboca al riu Tarim. El riu s'alimenta de la fusió de la neu de les muntanyes, per la qual cosa només transporta aigua durant l'estiu, mentre que la resta de l'any es manté majoritàriament sec. Abans de la construcció de l'autopista del desert de Tarim, el 1995, el llit del riu Hotan proporcionava l'únic sistema de transport a través de la conca de Tarim.